# Promachus niveicinctus
Promachus niveicinctus là một loài ruồi trong họ Asilidae. Promachus niveicinctus được Hobby miêu tả năm 1936. Loài này phân bố ở vùng nhiệt đới châu Phi.